# Corse Hill
Corse Hill är en kulle i Storbritannien.   Den ligger i kommunen East Renfrewshire och riksdelen Skottland, i den centrala delen av landet, 500 km nordväst om huvudstaden London. Toppen på Corse Hill är 376 meter över havet.
Terrängen runt Corse Hill är huvudsakligen lite kuperad. Runt Corse Hill är det ganska glesbefolkat, med 43 invånare per kvadratkilometer. Närmaste större samhälle är East Kilbride, 10,1 km nordost om Corse Hill. I omgivningarna runt Corse Hill växer i huvudsak blandskog.